# Königshaus am Schachen
Het Königshaus am Schachen is een houten villa in de stijl van een Zwitserse chalet, gebouwd in opdracht van koning Ludwig II van Beieren. De villa ligt op een hoogte van 1866 meter in het bergmassief van Wetterstein ten zuiden van Garmisch-Partenkirchen en werd gebouwd tussen 1869 en 1872. Het gelijkvloers met een woonkamer, bureaus en een slaapkamer is ingericht in Beierse stijl terwijl de verdieping is ingericht in een extravagante, moorse stijl.
In 2025 werd het Königshaus am Schachen (samen met slot Neuschwanstein, Linderhof en Herrenchiemsee) Unesco-Werelderfgoed.